# Oczkowice (przystanek kolejowy)
Oczkowice − nieczynny przystanek osobowy w Topólce, w Polsce, w województwie wielkopolskim, w powiecie rawickim.